# Gefleckte Efeutute
Die Gefleckte Efeutute (Scindapsus pictus) ist eine Pflanzenart aus der Gattung Scindapsus innerhalb der Familie der Aronstabgewächse (Araceae). Ausleseformen von Scindapsus pictus werden als Zimmerpflanzen und als Zierpflanzen in subtropischen bis tropischen Parks und Gärten verwendet.

## Beschreibung

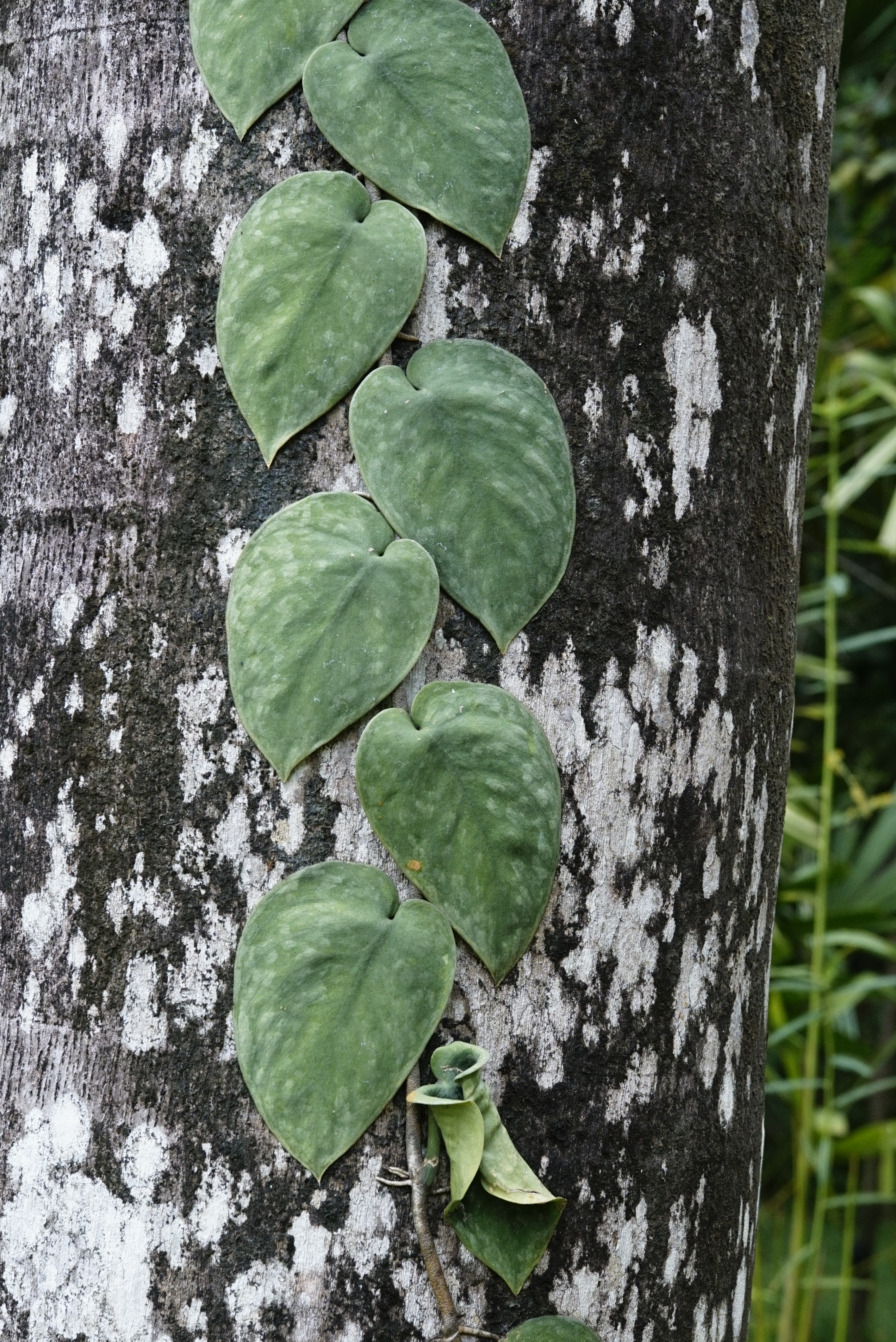
Laubblätter

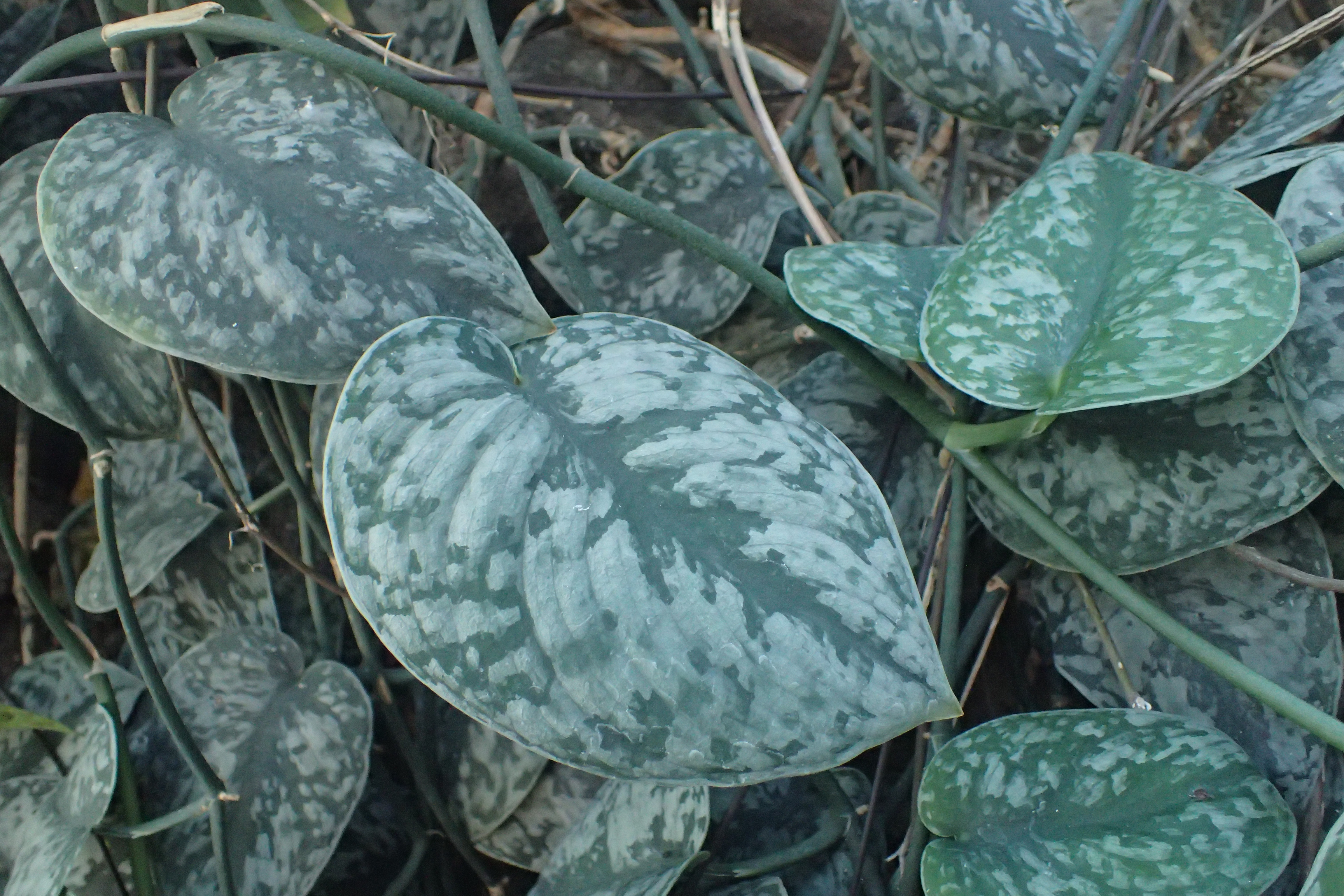
Sprossachse und Laubblätter

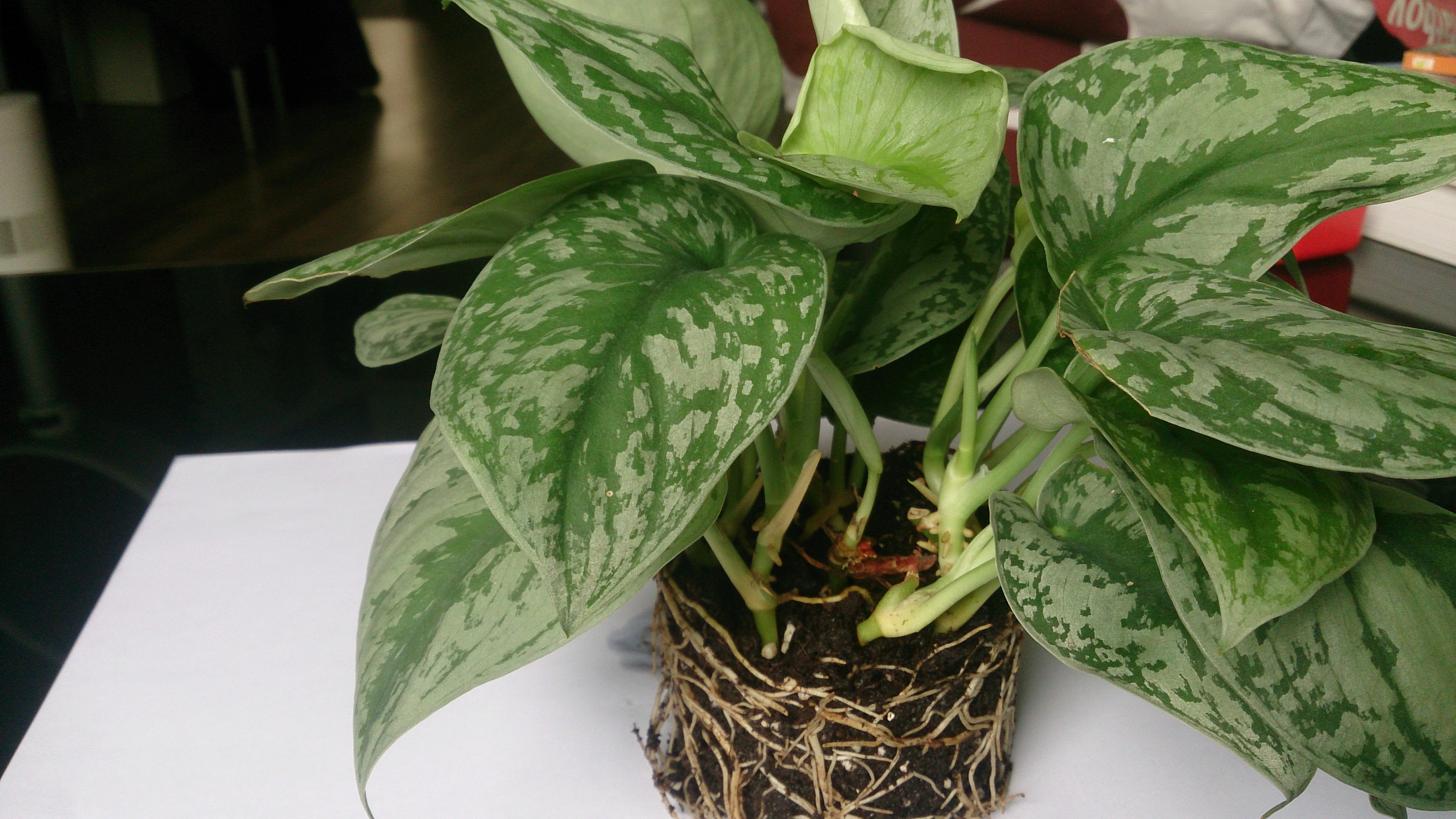
Topfpflanze mit starker Durchwurzelung

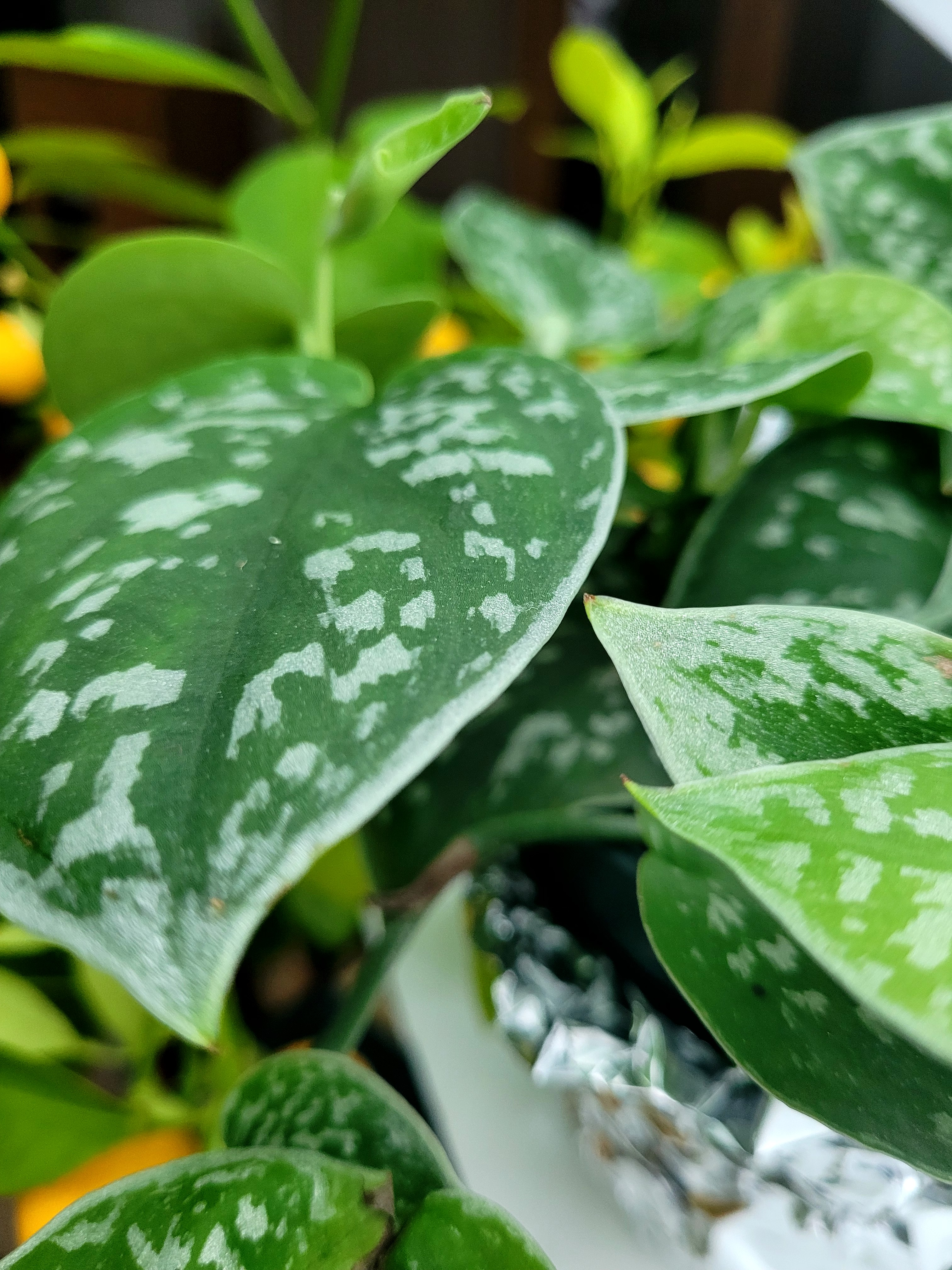
Scindapsus pictus mit silber glitzernden Flecken

## Namensgebung
Die Erstbeschreibung der Gefleckten Efeutute erfolgte 1842 durch Justus Karl Haßkarl.
Synonyme zum wissenschaftlichen Namen Scindapsus pictus sind Pothos argenteus (W. Bull), Pothos argyraea (J.J. Veitch), Pothos argyraeus, Scindapsus argyraeus (J.J.Veitch) und Scindapsus pothoides Schott.

### Vegetative Merkmale
Die Gefleckte Efeutute ist eine immergrüne Kletterpflanze, die mittels Luftwurzeln bis in Höhen von 3 Metern an Bäumen oder anderen Stützen emporwachsen kann. Ihre Blätter haben eine seidige Konsistenz und sind meistens mattgrün mit einer hellen Fleckzeichnung und Panaschierung, welche silbern glitzert. Das Artepitheton pictus bezieht sich auf diese charakteristische Färbung.

### Generative Merkmale
Es werden Blütenstände gebildet.

## Verbreitung
Ihr natürliches Verbreitungsgebiet ist Südostasien. Die Gefleckte Efeutute kommt in Ländern wie Bangladesch, Thailand, Malaysia, Borneo, Java, Sumatra, Sulawesi und den Philippinen vor. Inzwischen findet sie sich auch in anderen tropischen Ländern und als Zimmerpflanze weltweit.

## Verwendung / Nutzung
Als Zimmerpflanze erreicht sie zumeist eine Höhe von 90 Zentimetern. Gefleckte Efeutute bildet kriechende, kletternde oder hängende dünne Sprossachsen aus, die sich nur selten verzweigen. Gefleckte Efeutute gilt als frohwüchsig und bis auf Wärme und Luftfeuchtigkeit als relativ anspruchslos.
Die Gefleckte Efeutute gedeiht gut unter Aquarienbeleuchtung, wenn sie emers aus dem Wasser wachsen kann und mit ihren Wurzeln dem Wasser überschüssige Nährstoffe entzieht. 
Die Gefleckte Efeutute wie auch die verwandte Art Epipremnum aureum sind beliebte Zimmerpflanzen. In tropischen Ländern ist sie in vielen Parks und Gärten zu finden und neigt dort zum Verwildern. Sie erträgt Temperaturen bis zu 15 °C. Das Temperaturoptimum liegt allerdings zwischen 18 °C und 25 °C. Die Pflanze lässt sich durch Kopfstecklinge, die dann wieder Luftwurzeln ausbilden, einfach und in großer Zahl vermehren. Von der Royal Horticultural Society wurde ihr der Award of Garden Merit verliehen.
Sie zählt zu den luftreinigenden Pflanzen. Die luftreinigende Wirkung von Topfpflanzen wird in neueren Studien jedoch bestritten.